# Nomi Stomphorst
Nomi Lisa Stomphorst (* 23. August 1992 in Baarn) ist eine ehemalige niederländische Wasserballspielerin. Bei Weltmeisterschaften erkämpfte sie einmal Silber. Bei Europameisterschaften gewann sie einmal Gold, zweimal Silber und einmal Bronze.

## Sportliche Karriere
Nomi Stomphorst erreichte 2009 mit der Nationalmannschaft den fünften Platz bei der Weltmeisterschaft in Rom, nachdem die Mannschaft im Viertelfinale gegen die Russinnen verloren hatte. Stomphorst war in allen Spielen dabei, ihr einziges Tor erzielte sie in der Vorrundenbegegnung gegen die Spanierinnen. 14 Tage nach der Weltmeisterschaft gewann Stomphorst mit der niederländischen Juniorenauswahl die Silbermedaille bei der Juniorenweltmeisterschaft. 2010 verloren die Niederländerinnen bei der Europameisterschaft in Kroatien im Halbfinale gegen die Russinnen, das Spiel um Bronze gewannen sie gegen die Italienerinnen. 2011 belegte Stomphorst mit den Auswahlmannschaften den siebten Platz bei der Weltmeisterschaft 2011 und bei der Juniorenweltmeisterschaft.
Auch bei der Weltmeisterschaft 2013 belegten die Niederländerinnen den siebten Platz. Stomphorst warf sechs Turniertore. 2014 erreichten die Niederländerinnen das Finale bei der Europameisterschaft in Budapest. Die Niederländerinnen unterlagen im Endspiel mit 5:10 gegen die Spanierinnen, wobei Stomphorst ihr letztes Turniertor im Halbfinale gegen die Italienerinnen erzielte. 2015 bei der Weltmeisterschaft in Kasan bezwangen die Niederländerinnen im Halbfinale die Italienerinnen erst im Shoot-Out. Im Finale unterlagen sie dem Team aus den Vereinigten Staaten mit 4:5. Stomphorst warf ihre beiden Turniertore in der Vorrunde. Im Jahr darauf erreichten die Niederländerinnen bei der Europameisterschaft 2016 in Belgrad das Endspiel und verloren dort mit 7:9 gegen die Ungarinnen.
2017 bei der Weltmeisterschaft in Budapest verloren die Niederländerinnen in den Playoffs gegen die Russinnen mit 10:11, wobei Stomphorst mit drei Toren beste Schützin ihres Teams war. In den Platzierungsspielen erreichten die Niederländerinnen den neunten Rang. Im Jahr darauf bei der Europameisterschaft 2018 in Barcelona gewannen die Niederländerinnen im Halbfinale mit 8:7 gegen die Ungarinnen. Im Endspiel besiegten sie die Griechinnen mit 6:4. Stomphorst warf neun Turniertore und traf je einmal im Halbfinale und im Finale. 2019 bei der Weltmeisterschaft in Gwangju belegten die Niederländerinnen den siebten Rang. Seit dem Olympiasieg 2008 hatten sich die Niederländerinnen nicht mehr für die Olympiateilnahme qualifiziert. Bei den erst 2021 ausgetragenen Olympischen Spielen in Tokio spielte Stomphorst ihr einziges Olympiaturnier. Nach einer Viertelfinalniederlage gegen die Ungarinnen erreichten die Niederländerinnen den sechsten Platz. Nach den Olympischen Spielen beendete sie ihre internationale Karriere.
Im Verein spielte Stomphorst bei GZC Donk und wurde mit diesem Verein auch zweimal niederländische Meisterin.